# Crepidium macrotis
Crepidium macrotis là một loài thực vật có hoa trong họ Lan. Loài này được (Kraenzl.) Szlach. mô tả khoa học đầu tiên năm 1995.